# Kwadraat

Ieder kwadraat is grafisch als een vierkant weer te gegeven

Het kwadraat (van het Latijn: quadratus, vierkant) van een getal is de tweede macht van een getal. Het kwadraat wordt verkregen door het getal met zichzelf te vermenigvuldigen:
{\displaystyle a^{2}=a\cdot a}
Het kwadraat van een reëel getal is niet negatief:
{\displaystyle x\in \mathbb {R} \Longrightarrow x^{2}\geq 0}
Dit geldt niet algemeen, van bijvoorbeeld het complexe getal {\displaystyle i} is het kwadraat:
{\displaystyle i^{2}=-1}
De kwadraten van de natuurlijke getallen heten kwadraatgetallen:
{\displaystyle 1^{2}=1;\ 2^{2}=4;\ 5^{2}=25;\ \ldots }
Het verband met het begrip vierkant wordt duidelijk, als bedacht wordt dat de oppervlakte van een vierkant gelijk is aan het kwadraat van de lengte van de zijden.
De inverse van het kwadraat van niet-negatieve getallen is de vierkantswortel.

## Voorbeelden
{\displaystyle 1^{2}=1\times 1=1}
{\displaystyle 3^{2}=3\times 3=9}
{\displaystyle 12^{2}=12\times 12=144}
{\displaystyle (-3)^{2}=(-3)\times (-3)=9}
{\displaystyle \left({\tfrac {1}{3}}\right)^{2}={\tfrac {1}{3}}\times {\tfrac {1}{3}}={\tfrac {1}{9}}}
{\displaystyle \left({\sqrt {3}}\right)^{2}=3}

## Merkwaardige producten
Een aantal merkwaardige producten bestaat uit kwadraten:
- {\displaystyle (a+b)^{2}=a^{2}+2ab+b^{2}}
- {\displaystyle (a-b)^{2}=a^{2}-2ab+b^{2}}
- {\displaystyle (a+b+c)^{2}=a^{2}+b^{2}+c^{2}+2ab+2ac+2bc}

## Som van opvolgende oneven getallen
De som van opvolgende oneven getallen levert de kwadraten:
Er geldt:
{\displaystyle \sum _{k=0}^{n-1}(2k+1)=2\sum _{k=0}^{n-1}k+n=2\cdot {\frac {n(n-1)}{2}}+n=n^{2}-n+n=n^{2}}, voor {\displaystyle n>0}.
De gelijkheid {\displaystyle \sum _{k=0}^{n-1}k={\frac {n(n-1)}{2}}} kan onder meer met behulp van volledige inductie worden bewezen.
Uitgeschreven staat er:
- 1² = 1
- 2² = 1 + 3
- 3² = 1 + 3 + 5
- 4² = 1 + 3 + 5 + 7
- 5² = 1 + 3 + 5 + 7 + 9
- 6² = 1 + 3 + 5 + 7 + 9 + 11
- 7² = 1 + 3 + 5 + 7 + 9 + 11 + 13
- enz.

De oplopende verschillen {\displaystyle (n+1)^{2}-n^{2}=2n+1} doorlopen alle oneven getallen, voor {\displaystyle n=25} bijvoorbeeld:
{\displaystyle {\begin{matrix}\longleftarrow &&26&&\longrightarrow &&\\\\\times &\times &\ldots &\times &\circ &\uparrow \\\times &\times &\ldots &\times &\circ &25\\\vdots &\vdots &\ddots &\vdots &\vdots &\mid \\\times &\times &\ldots &\times &\circ &\downarrow \\\circ &\circ &\ldots &\circ &\circ \\\longleftarrow &&25\ \ \ &\longrightarrow &&\end{matrix}}}
{\displaystyle 26^{2}-25^{2}=2\times 25+1}

## Buiten de wiskunde
- Kwadraat wordt in het Nederlands ook gebruikt om bepaalde begrippen te versterken of te benadrukken. Bijvoorbeeld:
  - Die persoon is een ezel in het kwadraat - die persoon is erg dom.
  - Dat is lekker in het kwadraat - dat is bijzonder lekker.
- In de typografie is een kwadraat, daar ook wel vierkantje genoemd, een spatie met een dikte (breedte) die overeenkomt met de dikte van het gebruikte korps, tweemaal de gebruikelijke spatie, ook wel pasje genoemd.